# Isodromus iceryae
Isodromus iceryae är en stekelart som beskrevs av Howard 1887. Isodromus iceryae ingår i släktet Isodromus och familjen sköldlussteklar. Inga underarter finns listade i Catalogue of Life.